# Tour-en-Bessin
Tour-en-Bessin település Franciaországban, Calvados megyében. Lakosainak száma 694 fő (2022. január 1.). Tour-en-Bessin Cottun, Crouay, Cussy, Étréham, Maisons, Mosles, Sully és Vaucelles községekkel határos.

## Népesség
A település népessége az elmúlt években az alábbi módon változott:
| Lakosok száma | 452  | 421  | 512  | 585  | 608  | 638  | 658  | 664  | 674  | 694  |
|               | 1968 | 1982 | 1990 | 2006 | 2013 | 2015 | 2017 | 2019 | 2020 | 2022 |